# EX-104
La carretera EX-104 es de titularidad de la Junta de Extremadura, España. Su categoría es básica. Su denominación oficial es EX-104, de Villanueva de la Serena al límite de provincia de Córdoba por Cabeza del Buey.

## Historia de la carretera
Es la antigua C-420, que fue renombrada en el cambio del catálogo de carreteras de la Junta de Extremadura en el año 1997.

## Inicio
Su origen está en la glorieta intersección con la EX-352 en Villanueva de la Serena.
(38°58′15″N 5°47′04″O / 38.970725, -5.784514)

## Final
Su final está en límite de provincia de Córdoba cerca de la localidad de Cabeza del Buey. (38°40′44″N 5°09′52″O / 38.678839, -5.164431)

## Localidades por las que discurre
- Villanueva de la Serena
- La Coronada
- Campanario
- Castuera
- Benquerencia de la Serena
- La Nava
- Helechal
- Almorchón
- Cabeza del Buey
- El Viso

## Trazado y carreteras enlazadas
La longitud real de la carretera es de 150 740 m, de los que la totalidad pertenecen a la provincia de Badajoz.[cita requerida]
Su desarrollo es el siguiente:
| P. K.             | HITO                                                                             |
| ----------------- | -------------------------------------------------------------------------------- |
| 0+000             | Inicio: Glorieta EX-206 / EX-346 . Don Benito                                    |
| 0+000 - 0+210     | Travesía de Don Benito                                                           |
| 0+950 - 0+980     | Puente sobre el canal del Zújar.                                                 |
| 5+130 - 5+200     | Puente sobre el río Ortigas                                                      |
| 5+400 - 5+890     | Travesía de Mengabril                                                            |
| 7+030             | Intersección BA-088 (Medellín)                                                   |
| 11+710 - 11+730   | Paso bajo sifón canal del Zújar                                                  |
| 12+530 - 12+580   | Puente sobre el río Guadámez                                                     |
| 14+640 - 14+660   | Puente sobre el canal del Zújar.                                                 |
| 15+730 - 15+750   | Puente sobre el canal del Zújar.                                                 |
| 18+600            | Intersección BA-142 (Valdetorres)                                                |
| 22+400 - 23+950   | Travesía de Guareña                                                              |
| 23+760            | Intersección EX-338 (Oliva de Mérida) y BA-043 (estación ferrocarril de Guareña) |
| 24+230            | Intersección EX-307 (Mérida)                                                     |
| 26+370 - 26+390   | Puente sobre el canal del Zújar                                                  |
| 31+010 - 31+030   | Puente sobre arroyo del Caballo                                                  |
| 31+980            | Intersección EX-338 (Oliva de Mérida)                                            |
| 44+980 - 45+000   | Paso superior sobre CC-22.5 (Berzocana)                                          |
| 45+380            | Acceso este a Logrosán e intersección CC-22.6                                    |
| 53+000            | Intersección CC-21.2                                                             |
| 56+100 - 57+260   | Travesía de Cañamero                                                             |
| 56+650            | Intersección CC-97 (Guadalupe)                                                   |
| 58+030 - 58+090   | Puente sobre el río Ruecas                                                       |
| 63+620            | Intersección EX-116 (Obando)                                                     |
| 65+780 - 65+80    | Puente sobre vaguada                                                             |
| 72+800            | Intersección EX-118 y CC-121 (Guadalupe)                                         |
| 72+130 - 72+140   | Puente sobre el río Guadalupejo                                                  |
| 73+060 - 73+080   | Puente sobre el río Guadalupejo                                                  |
| 83+840 - 84+150   | Travesía de Alía                                                                 |
| 84+140            | Intersección CC-130 (La Calera)                                                  |
| 85+580            | Intersección CC-151 (Castilblanco)                                               |
| 95+790 - 95+830   | Puente sobre el río Guadarranque                                                 |
| 95+940            | Intersección camino a Navatrasierra                                              |
| 100+830 - 100+850 | Puente sobre río                                                                 |
| 101+060           | Intersección camino a Puerto Rey                                                 |
| 104+850           | Final: límite provincia de Toledo Puerto de San Vicente CM-411                   |

## Otros datos de interés
(IMD, estructuras singulares, tramos desdoblados, etc.).
Los datos sobre Intensidades Medias Diarias en el año 2006 son los siguientes:
| P. K.                          | IMD   | Ligeros | Pesados | % Pesados |
| ------------------------------ | ----- | ------- | ------- | --------- |
| 1+000 (Miajadas)               | 2.627 | 2.548   | 79      | 3,0       |
| 10+000 (Campolugar)            | 1.253 | 1.213   | 40      | 3,2       |
| 21+700 (Zorita)                | 898   | 856     | 42      | 4,7       |
| 26+300 (Zorita)                | 1.278 | 1.118   | 161     | 12,6      |
| 53+000 (Cañamero)              | 1.156 | 1.084   | 72      | 6,2       |
| 61+500 (Cañamero)              | 1.202 | 1.174   | 28      | 2,3       |
| 71+000 (Guadalupe)             | 1.113 | 957     | 156     | 14,0      |
| 74+100 (Guadalupe)             | 567   | 957     | 70      | 12,4      |
| 95+000 (Puerto de San Vicente) | 440   | 400     | 40      | 9,1       |

## Evolución futura de la carretera
La carretera se encuentra acondicionada dentro de las actuaciones previstas en el Plan Regional de Carreteras de Extremadura.